# FNNニュース12:00
『FNNニュース12:00』（エフエヌエヌニュース いちにいまるまる）は1975年10月 - 1977年3月まで毎週平日正午にフジテレビで放送された報道番組である。

## 概要
それまで12:30→12:45に放送していた『サンケイテレニュースFNN』を、1975年10月より12:00より開始していた帯バラエティ番組と枠交換する形でリニューアルした。なお関東民放の12:00開始のニュースは、1972年終了の『NNNワイドニュース』（日本テレビ系列）以来3年振りである。
しかし、1年半で、11:50 - 12:00の枠に移動し、タイトルも元の『サンケイテレニュースFNN』に戻した（これが現在の『FNN Live News days』）。そして12時台は、それまで12:15 - 13:00枠だった『やりくりクイズ30万に挑戦』を12:00 - 12:30に移動、空いた12時台後半は帯ドラマ『お昼のテレビ小説』を放送するようになり、この体制は、1980年3月まで続くことになる。

## キャスター
- 永島信道

## ネット状況

### ネット局
| 放送対象地域       | 放送局                          | 放送当時の系列 | 備考           |
| ------------------ | ------------------------------- | -------------- | -------------- |
| 関東広域圏         | フジテレビ(CX) （基幹・制作局） | FNN            |                |
| 北海道             | 北海道文化放送(UHB)             | FNN            |                |
| 宮城県             | 仙台放送(OX)                    | FNN            |                |
| 秋田県             | 秋田テレビ(AKT)                 | FNN            |                |
| 山形県             | 山形テレビ(YTS)                 | FNN/ANN        | 現在はANN系列  |
| 長野県             | 長野放送(NBS)                   | FNN            |                |
| 静岡県             | テレビ静岡(SUT)                 | FNN            |                |
| 富山県             | 富山テレビ(T34)                 | FNN            | 現・BBT        |
| 石川県             | 石川テレビ(ITC)                 | FNN            |                |
| 福井県             | 福井テレビ(FTB)                 | FNN            |                |
| 中京広域圏         | 東海テレビ(THK)                 | FNN            |                |
| 近畿広域圏・徳島県 | 関西テレビ(KTV)                 | FNN            |                |
| 島根県・鳥取県     | 山陰中央テレビ(TSK)             | FNN            |                |
| 広島県             | テレビ新広島(TSS)               | FNN            |                |
| 愛媛県             | 愛媛放送(EBC)                   | FNN            | 現・テレビ愛媛 |
| 福岡県             | テレビ西日本(TNC)               | FNN            |                |
| 佐賀県             | サガテレビ(STS)                 | FNN            |                |
| 鹿児島県           | 鹿児島テレビ(KTS)               | NNN/FNN/ANN    |                |
| 沖縄県             | 沖縄テレビ(OTV)                 | FNN            |                |

## タイトル映像
作曲者は不明。音楽はブラスバンド系の音楽でタイトル映像はスタジオをバックに、FNNのロゴが上下から合わさり、FNNニュース 12:00（デジタル数字）と出る。
| フジテレビおよびFNN系列 平日昼のFNNニュース | フジテレビおよびFNN系列 平日昼のFNNニュース | フジテレビおよびFNN系列 平日昼のFNNニュース                              |
| 前番組                                      | 番組名                                      | 次番組                                                                   |
| ------------------------------------------- | ------------------------------------------- | ------------------------------------------------------------------------ |
| サンケイテレニュースFNN （第1期）           | FNNニュース12:00                            | サンケイテレニュースFNN （第2期）                                        |
| フジテレビ系列 平日12:00 - 12:15枠          |                                             |                                                                          |
| 爆笑ゴールデンショー ※12:00 - 12:30         | FNNニュース12:00                            | やりくりクイズ30万に挑戦 ※12:00 - 12:30 【15分繰り上げ、15分短縮し継続】 |